# آبشار الاکالا
آبشار الاکالا (به انگلیسی: Elakala Falls) آبشاری است که در ایالات متحده آمریکا واقع شده و ارتفاع کلی ریزشگاه آن ۳۵ متر است.